# Seznam velvyslanců Spojeného království v Evropské unii
Britský velvyslanec v Evropské unii je nejdůležitějším diplomatickým zástupcem Spojeného království v Evropské unii a vedoucím mise Spojeného království v Evropské unii. Tato role nahradila roli stálého zástupce při Evropské unii, když Spojené království dne 31. ledna 2020 opustilo Evropskou unii.

## Seznam vedoucích mise

### Velvyslanec při Evropské unii
- 2020–2021: Sir Tim Barrow[1]
- 2021–současnost: Lindsay Croisdale-Appleby[2] (technicky ještě není dosazen na post velvyslance kvůli diplomatickému sporu mezi EU a Spojeným královstvím)